# Protein-fosfataza 1
Protein-fosfataza 1 (eng. Protein phosphatase 1; PP1) enzim je iz skupine fosfataza. Ovaj enzim djeluje tako što defosforilira serinske i treoninske aminokiselinske ostatke (zbog čega spada u podskupinu serin/treonin fosfataza) u proteinima, čime mijenja njihovu strukturu i djelovanje.
PP1 je kompleks koji se sastoji od dviju podjedinica: velike katalitičke podjedinice koja omogućuje fosfatazno djelovanje enzima i male regulatorne podjedinice (eng. Regulatory Interactors of Protein Phosphatase One; RIPPOs) koja usmjerava djelovanje enzima. Postoje 4 vrste (izoforme) velike podjedinice i preko 100 malih podjedinica. Male podjedinice dijele se na inhibitorne podjedinice koje umanjuju djelovanje PP1 po potrebi i na regulatorne podjedinice koje mijenjaju strukturu velike podjedinice kako bi specifično defosforilirala određenu vrstu proteina.
PP1 regulira brojne biokemijske putove i fiziološke funkcije u ljudskom organizmu uključujući sintezu glikogena, djelovanje glatkih mišićnih stanica, održavanje endotela, mitozu i djelovanje neurona. Mutacije u genima koji kodiraju podjedinice PP1 povezane su s brojnim bolestima uključujući rak, kardiovaskularne bolesti, metaboličke poremećaje, autoimune bolesti, bolesti jetre, neurodegenerativne bolesti i mišićne bolesti.

## Struktura PP1
PP1 je fosfataza koja je jednako eksprimirana u svim eukariotskim stanicama te je očuvana kroz različite vrste organizama. Kodirana je trima genima koji kodiraju za 4 različite katalitičke podjedinice: PP1 - α, PP1 - β/δ i dvije varijante PP1 - γ. 3D struktura prikazuje β - sendvič (eng. beta - sandwich) u sredini koja se nalazi između dvije α - jedinice. Strukturno je podijeljena na N - terminalnu i C - terminalnu domenu. N - terminalna domena je stabilna i stvara aktivno mjesto katalitičke podjedinice gdje se nalazi bimetalni centar. C - terminalna domena je manje stabilna i mjesto je na koje se vežu različiti supstrati. Bimetalni centar je sastavljen od iona Mn2+ i Fe2+ koji su ključni faktori u aktivnosti enzima. Oni vežu molekulu vode čime dolazi do njezine polarizacije te posljedičnog nukelofilnog napada kisika na fosfatnu skupinu. Na površini enzima mogu se vidjeti 3 moguća vezna mjesta za supstrate: hidrofobno (eng. hydrophobic), kiselo (eng. acidic) i C - terminalno mjesto. Supstrati se mogu vezati na sva 3 mjesta odjednom ili na svako pojedinačno. Katalitička podjedinica je ključna za aktivnost enzima, ali je njezina specifičnost niska te ne prepoznaje supstrate s visokom specifičnošću. Specifičnost vezanja i posljedična ciljana aktivnost enzima proizlazi iz regulatornih podjedinica.

## Funkcije PP1 i regulatornih podjedinica
Premda su katalitičke podjedinice same po sebi aktivne, njihovo djelovanje je nespecifično. Kako bi se spriječile nepotrebne ili neželjene defosforilacije, aktivna PP1 gotovo uvijek ima na sebe vezanu regulatornu (RIPPO) podjedinicu. Vezanjem za katalitičku podjedinicu, regulatorna podjedinica kontrolira djelovanje PP1. Regulatorne podjedinice koje djeluju tako što sprječavaju nespecifično vezanje proteina za aktivno mjesto zovu se inhibitori PP1. Ostale regulatorne podjedinice djeluju tako što svojim vezanjem povećavaju aktivno mjesto enzima i mijenjaju njegov oblik tako da P1 specifično defosforilira samo određene proteine. Funkcija i djelovanje PP1 se stoga može značajno razlikovati među tkivima ovisno o regulatornim podjedinicama koje se u njima djeluju.
Danas je poznato više od 100 obitelji podjedinica PP1. Najznačajnijima se smatraju:
- Regulatorna podjedinica 1 protein fosfataze 1 (PPP1R1), poznata i kao Inhibitor-1 (I-1):  Jedan od najzastupljenijih inhibitora PP1. On regulira aktivnost PP1 u brojnim fiziološkim i biokemijskim procesima poput mitoze, razvoja i rasta živčanih sinapsi, sinteze glikogena, pasivnog transporta iona itd.[26][27]
- PPP1R2, poznata i kao Inhibitor-2 (I-2):  Premda se prvotno smatrala inhibitorom, ova podjedinica danas se smatra ključnim komponentom sazrijevanja novotranslatiranih molekula PP1 tako što sudjeluje u vezanju katalitičkih metala u aktivno mjesto enzima te time što sprječava nagli porast aktivne PP1.[28][29]
- PPP1R11, poznata i kao Inhibitor-3 (I-3):  Posjeduje funkciju sličnu onoj Inhibitora-2. Zajedno s još jednom podjedinicom zvanom PPP1R7/SDS22 sudjeluje u vezanju kompleksa šaperonskih proteina p97 i UBX/p36 za PP1. Ovaj kompleks sudjeluje u vezanju novih regulatornih podjedinica za nezrele PP1 molekule čime se završava njihovo sazrijevanje. Također sudjeluje u obnovi ili razgradnji oštećenih molekula enzima.[30]
- PPP1R8, poznata i kao Jezgreni inhibitor protein fosfataze-1 (NIPP1):  Ovaj protein se veže za molekule PP1 u jezgri čime sprječava defosforilaciju histona H3-pThr11. U slučaju oštećenja DNA, NIPP1 se fosforilira i otpušta PP1 koji postaje aktivan. To dovodi do omotavanja DNA za defosforilirane histone i utišavanja gena koji se nalaze na omotanom segmentu.[31]
- PPP1R12, poznata i kao obitelj Proteina koji ciljaju miozin fosfatazu (MYPT):  Podjedinice iz ove obitelji igraju ključnu ulogu u defosforiliranju molekula miozina u glatkim mišićima čime omogućuju njihovo opuštanje. Iznimka je TIMAP koji sudjeluje u održavanju endotelne membrane.[32][33]
- PPP1R3, poznata i kao obitelj Podjedinica koje ciljaju glikogen:  Ove podjedinice sudjeluju u indukciji sinteze glikogena u jetri, ali i u drugim organima i tkivima. PP1 preko regulatornih podjedinica iz ove obitelji defosforilira brojne enzime uključene u sintezu i razgradnju glikogena, čime se potiče glikogeneza i unos glukoze iz krvi u stanice.[34][35][36]
- PPP1R12, poznata i kao Neurabinska obitelj:  U ovu skupinu pripadaju podjedinice Neaurabin-1 i Neurabin-2 (Spinofilin). Obije podjedinice prisutne su u živčanom sustavu gdje sudjeluju u formiranju aktina u neuronima i stvaranju sinapsa. Međutim, Neurabin-2 također je prisutan i u tkivima izvan živčanog sustava. Njegova najznačajnija funkcija je kao tumorskog supresora tako što potiče defosforilaciju retinoblastomskog proteina (pRB).[37]

## Klinički značaj

### Rak
Pokazalo se da PP1 regulira napredovanje staničnog ciklusa, a njegova disregulacija može dovesti do nekontrolirane proliferacije stanica, što je jedna od važnih karakteristika raka. Na primjer, kod raka dojke i prostate, aktivnost PP1 može biti disregulirana, što omogućuje rast i napredovanje tumora. Također, PP1 može inhibirati neke proteine koji djeluju kao supresori tumora, poput pRB, što dovodi do nereguliranog napredovanja staničnog ciklusa.

### Metabolički poremećaji
PP1 je važan faktor u metabolizmu glikogena. On je odgovoran za aktivaciju glikogen sintaze defosforilacijom, što potiče skladištenje glikogena. Kod pacijenata s dijabetesom tipa 2, PP1 može nepravilno funkcionirati, što dovodi do inzulinske rezistencije i lošeg upravljanja glukozom. Stoga, PP1 prema nekim istraživanjima predstavlja moguću metu za poboljšanje osjetljivosti na inzulin i metabolizma glukoze.

### Neurodegenerativne bolesti
PP1 je jedan od važnih faktora u procesima poput sinaptičke plastičnosti i formiranja sjećanja. Kod neurodegenerativnih bolesti, poput Alzheimerove bolesti, abnormalna aktivnost PP1 doprinosi hiperfosforilaciji tau proteina, što stvara neurofibrilarne čvorove, karakteristične za Alzheimerovu bolest. Zbog toga je PP1 potencijalna meta za razvoj lijekova za liječenje Alzheimerove bolesti i drugih neurodegenerativnih poremećaja.

### Autoimuni poremećaji
PP1 je također povezan s autoimunim poremećajima, u kojima regulira funkciju imunih stanica i upale. Kada PP1 ne funkcionira ispravno, može dovesti do neprikladnog imunološkog odgovora, što može rezultirati stanjima poput sistemskog eritematoznog lupusa i multiple skleroze. Istraživanja ukazuju da bi ciljanje PP1 potencijalno moglo pomoći u modulaciji imunoloških odgovora, nudeći terapijsku strategiju za upravljanje autoimunim bolestima.